# スズキユウリ
スズキ ユウリ（Yuri Suzuki、1980年 - ）は日本のエクスペリエンスデザイナー、サウンドデザイナー、アーティスト、ミュージシャン。ロンドンを拠点に活動しており、2018年11月から2024年はじめまで、世界最大のインディペンデントデザインコンサルタンシーPentagramでパートナー（共同経営者）を務めた 。

## 経歴・人物
1980年東京に生まれ、渋谷区に育つ。幼少期より音楽に強い興味を示す。和光高等学校在学中に明和電機の楽器を見よう見まねで自作しコピーバンドとして活動したことが本人たちの目にとまり、日本大学芸術学部プロダクトデザイン科進学後は明和電機のアシスタントとして活動、作品制作やパフォーマンスに携わる。
大学卒業後に渡英し、2006年ロイヤル・カレッジ・オブ・アート (RCA) Design Products修士課程に入学。修了後はアーティスト活動と並行し、スウェーデンの電子楽器メーカーTeenage EngineeringやピッツバーグのDisneyのリサーチ部署で勤務。2008年、ロンドンにYuri Suzuki Ltdを設立。制作のかたわら、母校ロイヤル・カレッジ・オブ・アートやThe Bartlett School of Architecture Interactive Architecture Lab, UCLにてヴィジティングチューターとして教鞭をとるほか、ヨーロッパの美術大学を中心に多数の講義やワークショップを行う。2018年11月から2024年初めまでは、Pentagramでパートナー（共同経営者）を務めた。。
ミュージシャンとのコラボレーションも多く、過去にはWill.i.amやジェフ・ミルズの楽器デザインを行なったほか、OK GoのフロントマンDamian Kulashと学生向けにミュージックビデオ制作のワークショップを共同で行なったこともある。サウンドアーティストとしては、テート・ブリテン（ロンドン）、バービカン・センター（ロンドン）、Mudam（ルクセンブルク）、東京都現代美術館など世界各地の美術館に作品が展示される。「OTOTO」（DIYシンセサイザー、2015年に商品化）と「Colour Chaser」（共感覚をテーマにした音楽トイ）は、2014年にニューヨーク近代美術館（MoMA）の永久収蔵品となった。2019年には過去の作品群を集めた個展「Sound in Mind」がDesign Museum（ロンドン）にて開催。